# Sotaquirá (kommun)
Sotaquirá är en kommun i Colombia.   Den ligger i departementet Boyacá, i den centrala delen av landet, 160 km nordost om huvudstaden Bogotá. Antalet invånare är 8 966.